# تيموثي باتابير
تيموثي باتابير (بالإنجليزية: Timothy Batabaire)‏ (مواليد 25 أغسطس 1981 في إغانغا) لاعب كرة قدم أوغندي دولي معتزل يجيد اللعب في خط الدفاع . لعب لصالح نادي جامعة ويتس الجنوب الأفريقي .

## وصلات خارجية
- تيموثي باتابير على موقع الاتحاد الدولي (مؤرشف)  (الإنجليزية)
- تيموثي باتابير على موقع قاعدة بيانات كرة القدم.إي يو (الإنجليزية)
- تيموثي باتابير على موقع ناشيونال فوتبول تيمز (الإنجليزية)
- تيموثي باتابير على موقع كووورة